# لوفسونجور
لوفسونجور أو Lofsöngur «(Icelandic pronunciation: [lɔfˌsœiŋkʏr̥]، وتعني» ترنيمة")، والمعروفة أيضًا باسم " Ó Guð vors lands ؛ (بالإنجليزية: "O, God of Our Land")‏ أي «يا إله أرضنا»)، هو النشيد الوطني لأيسلندا. قام ماتياس يوشومسون بتأليف الكلمات، بينما قام Sveinbjörn Sveinbjörnsson بتأليف موسيقاه. استُخدم هذا النشيد الوطني في عام 1944، عندما صوتت الدولة لإنهاء اتحادها مع الدنمارك لتصبح جمهورية.
تشتهر الأغنية بصعوبة غنائها، كما أن موضوعها الديني القوي يُعد مصدرًا للخلاف في أيسلندا المعاصرة.

## التاريخ
شهدت الفترة خلال أواخر القرن التاسع عشر تطور وازدهار الموسيقى في أيسلندا. على الرغم من أن العديد من الملحنين الأوائل اضطروا إلى دراسة وتطبيق موسيقاهم في الخارج بسبب عدم كفاية الفرص المعروضة في أيسلندا، إلا أنهم تمكنوا من إعادة ما تعلموه إلى أيسلندا. أحد هؤلاء الموسيقيين كان Sveinbjörn Sveinbjörnsson، الذي كان أول شخص من وطنه يعمل «مهنة دولية كملحن». أقام في إدنبرة في أوائل سبعينيات القرن التاسع عشر، وكتب موسيقى لوفسونغور داخل منزل مستقل يقع في المدينة الجديدة في عام 1874. بحلول عام 1922، أصبحت الأغنية معروفة جيدافي أنحاء أيسلندا، وتقديرا لهذا، قرر البرلمان الإيسلندي منح Sveinbjörnsson راتب تقاعدي، فكان أول ملحن في البلاد يُمنح هذا الشرف.
كتب كلمات الأغنية ماثياس يوخومسون، وهو أحد «أفضل الشعراء المحبوبين» في البلاد والذي كان أيضًا كاهنًا. على الرغم من أن اللوحة التذكارية في إدنبرة تدعي أن الموسيقى وكلمات الأغاني قد كُتبت هناك، إلا أنه يعتقد في الوقت الحاضر أن يوتشومسون قد أنتج هذه الأخيرة في وطنه. مثل Sveinbjörnsson، أصبح Jochumsson أول شاعر أيسلندي يحصل على معاش تقاعدي حكومي. كما منحه البرلمان لقب «الشاعر الوطني».
تمت كتابتها لتتزامن مع احتفالات عام 1874 تكريما لألف عام منذ وصول الإسكندنافيين إلى الجزيرة. ولهذا السبب فإن الترجمة الكاملة لعنوان النشيد هي «ترنيمة الألفية في آيسلندا». تم تشغيل الأغنية لأول مرة في 2 أغسطس من ذلك العام، في قداس تم الاحتفال به في كاتدرائية ريكيافيك للاحتفال بهذا الحدث الهام، بحضور ملك الدنمارك (صار لاحقًا ملك أيسلندا) - كريستيان التاسع -. ومع ذلك، لم يتم تبني الأغنية رسميًا كنشيد وطني للبلاد إلا بعد 70 عامًا في عام 1944، عندما صوت الآيسلنديون في استفتاء لإنهاء اتحاد دولتهم مع الدنمارك وتتحول إلى جمهورية.

### النقد
على الرغم من أن النشيد الوطني الأيسلندي يتكون من ثلاثة مقطوعات، إلا أن النشيد الأول فقط يُغنى بشكل منتظم. يشتهر بأنه صعب الغناء، نظرًا لمجموعته الصوتية الكبيرة من التسجيلات العالية والمنخفضة - تمتد على المسافة الموسيقية الرابعة عشرة. تم وصف "Lofsöngur" على أنها ترنيمة مسيحية لله مع مواضيع دينية قوية. وبالتالي، تم تحدي ملاءمته كنشيد وطني في المجتمع الأيسلندي العلماني بشكل متزايد في الوقت الحاضر، بالرغم من حقيقة أن البلاد لا تزال تحتفظ بدين رسمي على شكل كنيسة أيسلندا. اقترح البعض استبدالها بأغنية غير دينية أكثر شمولاً.

## الكلمات
| أصل أيسلندي | النسخ الصوتي (IPA) | الترجمة الإنجليزية لجاكوبينا جونسون | الترجمة العربية |
| المقطع الأول | المقطع الأول | المقطع الأول | المقطع الأول |
| --- | --- | --- | --- |
| Ó, guð vors lands! Ó, lands vors guð! Vér lofum þitt heilaga, heilaga nafn! Úr sólkerfum himnanna hnýta þér krans þínir herskarar, tímanna safn. Fyrir þér er einn dagur sem þúsund ár og þúsund ár dagur, ei meir: eitt eilífðar smáblóm með titrandi tár, sem tilbiður guð sinn og deyr. Íslands þúsund ár, eitt eilífðar smáblóm með titrandi tár, sem tilbiður guð sinn og deyr.                                           | [ouː \| kvʏːð vɔr̥s lans ‖ ouː \| lans vɔr̥s kvʏːð ‖] [vjɛːr lɔːvʏm θɪht heiːlaɣa \| heiːlaɣa napn̥ ‖] [uːr souːlcʰɛrvʏm hɪmnana n̥iːtʰaðjɛːr kʰrans] [θiːnɪr hɛrskarar \| tʰiːmana sapn̥ ‖] [fiːrɪr θjɛr ɛːr eitn̥ taːɣʏr sɛm θuːsʏnt auːr̥] [ɔɣ θuːsʏnt auːr taːɣʏr \| eiː meiːr̥ ‖] [eiht eiːlivðar smauploum mɛð tʰɪːtrantɪ tʰauːr̥ \|] [sɛm tʰɪːlpɪðʏr kvʏːð sɪnː ɔɣ teiːr̥ ‖] [istlans θuːsʏnt auːr̥ \|] [istlans θuːsʏnt auːr̥ \|] [eiht eiːlivðar smauploum mɛð tʰɪːtrantɪ tʰauːr̥ \|] [sɛːm tʰɪlpɪðʏr kvʏːð sɪnː ɔɣ teiːr̥ ‖]             | Our country's God! Our country's God! We worship Thy name in its wonder sublime. The suns of the heavens are set in Thy crown By Thy legions, the ages of time! With Thee is each day as a thousand years, Each thousand of years, but a day, Eternity's flow'r, with its homage of tears, That reverently passes away. Iceland's thousand years, Iceland's thousand years! Eternity's flow'r, with its homage of tears, That reverently passes away.                         | يا رب بلادنا! يا رب بلادنا! نحن نعبد اسمك الجليل في عجائبه. شموس السماوات في تاجك بواسطة عبادك، على مر العصور! معك كل يوم كألف سنة، كل ألف سنة، ولكن يومًا واحدًا تدفق الخلود، مع تكريم الدموع، الذي يزول بوقار. ألف سنة أيسلندا، ألف سنة آيسلندا! فيض الأبدية، مع تكريم الدموع، التي تزول بوقار.                           |
| المقطع الثاني | | | |
| Ó guð, ó guð! Vér föllum fram og fórnum þér brennandi, brennandi sál, guð faðir, vor drottinn frá kyni til kyns, og vér kvökum vort helgasta mál. Vér kvökum og þökkum í þúsund ár, því þú ert vort einasta skjól. Vér kvökum og þökkum með titrandi tár, því þú tilbjóst vort forlagahjól. Íslands þúsund ár, Íslands þúsund ár! Voru morgunsins húmköldu, hrynjandi tár, sem hitna við skínandi sól.                         | [ou kvʏːð ou kvʏːð vjɛːr fœtlʏm fram] [ɔɣ fourtnʏm θjɛːr prɛnːantɪ \| prɛnːantɪ sauːl̥ \|] [kvʏːð faːðɪr \| vɔːr trɔʰtɪn frau cɪːnɪ tʰɪl cɪns \|] [ɔɣ vjɛːr kʰvœːkʏm vɔr̥t hɛlkasta mauːl̥ ‖] [vjɛːr kʰvœːkʏm ɔɣ θœhkʏm iː θuːsʏnt auːr̥ \|] [θviː θuː ɛr̥t vɔr̥t eiːnasta scouːl̥ ‖] [vjɛːr̥ kʰvœːkʏm ɔɣ θœhkʏm mɛð tʰɪːtrantɪ tʰauːr̥ \|] [θviː θuː tʰɪlpjoust vɔr̥t fɔrlaɣaçouːl̥ ‖] [istlans θuːsʏnt auːr̥ \|] [istlans θuːsʏnt auːr̥ ‖] [vɔːrʏ mɔrkʏnsɪns huːmkʰœltʏ r̥ɪnjantɪ tʰauːr̥ \|] [sɛm hɪhtna vɪð sciːnantɪ souːl̥ ‖]                  | Our God, our God, we bow to Thee, Our spirits most fervent we place in thy care. Lord, God of our fathers from age unto age, We are breathing our holiest prayer. We pray and we thank Thee a thousand years For safely protected we stand; We pray and we bring Thee our homage of tears Our destiny rest in Thy hand. Iceland’s thousand years, Iceland's thousand years! The hoarfrost of morning which tinted those years, Thy sun rising high, shall command!            | إلهنا، إلهنا، نسجد لك، نحن نضع أرواحنا الأكثر حماسة في رعايتك. يا رب إله آبائنا من عصر إلى عصر، نحن نتنفس أقدس صلاتنا. نصلي ونشكر لك ألف سنة للحماية بأمان نحن نقف. نصلي ونأتي إليك بتكريمنا للدموع مصيرنا في يدك. ألف سنة في آيسلندا، ألف سنة في آيسلندا! صقيع الصباح الذي صبغ تلك السنوات، تشرق شمسك عاليا، سوف تأمر!   |
| المقطع الثالث | | | |
| Ó, guð vors lands! Ó, lands vors guð! Vér lifum sem blaktandi, blaktandi strá. Vér deyjum, ef þú ert ei ljós það og líf, sem að lyftir oss duftinu frá. Ó, vert þú hvern morgun vort ljúfasta líf, vor leiðtogi í daganna þraut og á kvöldin vor himneska hvíld og vor hlíf og vor hertogi á þjóðlífsins braut. Íslands þúsund ár, Íslands þúsund ár! verði gróandi þjóðlíf með þverrandi tár, sem þroskast á guðsríkis braut. | [ouː \| kvʏːð vɔr̥s lans ‖ ouː \| lans vɔr̥s kvʏːð ‖] [vjɛːr lɪːvʏm sɛm plaxtantɪ \| plaxtantɪ strauː ‖] [vjɛːr teiːjʏm \| ɛv θuː ɛr̥t eiː ljouːs θaːðɔɣ liːf \|] [sɛmað lɪftɪr ɔsː dʏftɪnʏ frauː ‖] [ouː \| vɛr̥t θuː kʰvɛrtn̥ mɔrkʏn vɔr̥t ljuːvasta liːf \|] [vɔːr leiðtɔiːjiˑ taːɣana θrœyːt] [ɔɣ au kʰvœltɪn vɔːr hɪmnɛska kʰvilt ɔɣ vɔːr l̥iːf] [ɔɣ vɔːr hɛr̥tɔiːjau θjouðlifsɪns prœyːt ‖] [istlans θuːsʏnt auːr̥ \|] [istlans θuːsʏnt auːr̥ ‖] [vɛrðɪ krouːantɪ θjouðlif mɛ θvɛrːantɪ tʰauːr̥ \|] [sɛm θrɔskast au kvʏːðricɪs prœyːt ‖] | Our country’s God! Our country’s God! Our life is a feeble and quivering reed; We perish, deprived of Thy spirit and light To redeem and uphold in our need. Inspire us at morn with Thy courage and love, And lead through the days of our strife! At evening send peace from Thy heaven above, And safeguard our nation through life. Iceland’s thousand years, Iceland's thousand years! O, prosper our people, diminish our tears And guide, in Thy wisdom, through life! | إله بلادنا! إله بلادنا! حياتنا ضعيفة ومرتعشة. نحن نهلك محرومين من روحك ونورك لتخليص ودعم حاجتنا. ألهمنا في الصباح بشجاعتك وحبك، وتقود أيام جهادنا! في المساء أرسل السلام من السماء من فوق، ونحافظ على أمتنا من خلال الحياة. ألف سنة في آيسلندا، ألف سنة في آيسلندا! يا ازدهار شعبنا، قلل من دموعنا وهدي بحكمتك في الحياة! |

## روابط خارجية
- Upptökurnar eru af geisladisk sem forsætisrlðuneytið gaf út éri 2003
- النشيد الوطني الآيسلندي
- صوت النشيد الوطني لأيسلندا، مع المعلومات وكلمات الأغاني
- نسخ MIDI بسيط ولكنه دقيق للنسخة الرسمية (نسخة محفوظة April 15, 2017, على موقع واي باك مشين.)
- فيديو للجوقة تغني "Lofsöngur"